# 齐树芸

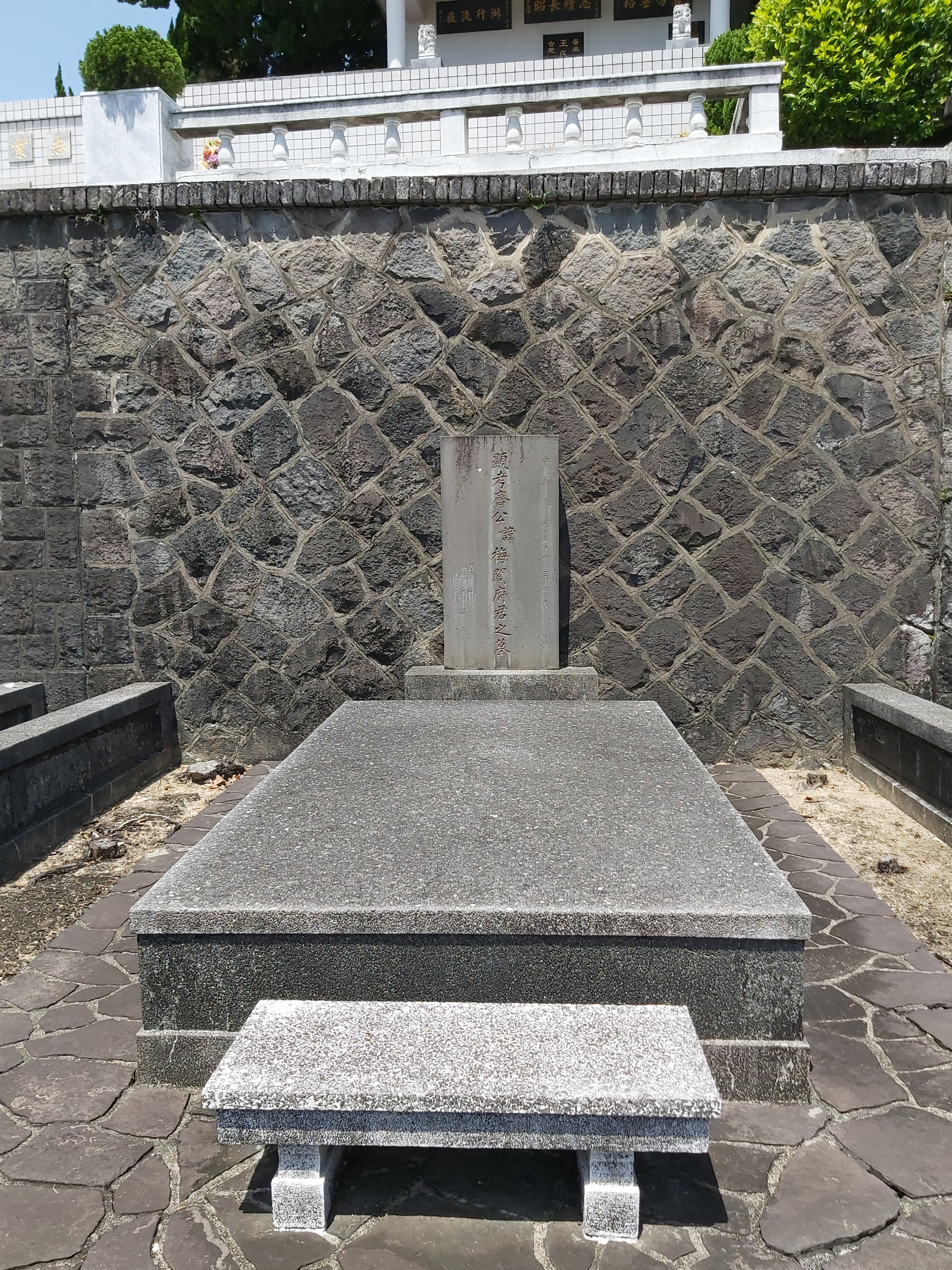
臺北市北投區陽明山公墓中的齊梅閣墓

齐树芸（1898年—1965年5月28日），字梅阁，河北高阳人，毕业于北京大学。1925年至1940年任北京市第四中学校长，曾任中国国民党河北省党部候补监察委员。中國抗日战争中任汪精卫政权考选委员会委员。后去台湾，1954年1月递补为第一届国民大会代表，1965年5月28日逝世。